# Recaredo Garay y Anduaga
Recaredo Garay y Anduaga (?-Madrid 27 de enero de 1877) fue un ingeniero de minas y arqueólogo español.
Director de las minas de Silos de Calañas (Huelva). Fue uno de los primeros, tras Casiano de Prado, en señalar la existencia de trabajos de explotación minera en la península ibérica en la época prehistórica.
Excavó e investigó diversos yacimientos de la provincia de Huelva, comunicando los resultados de sus investigaciones en artículos publicados en el boletín de la Real Academia de la Historia.
- Datos: Q6102578